# Olympische Sommerspiele 2016/Schwimmen – 200 m Rücken (Männer)
Der Wettbewerb über 200 Meter Rücken der Männer bei den Olympic Aquatics Stadium in Rio de Janeiro wurde am 10. und 11. August 2016 im London Aquatics Centre ausgetragen. 26 Athleten aus 19 Ländern nahmen daran teil.
Es fanden vier Vorläufe statt. Die 16 schnellsten Schwimmer aller Vorläufe qualifizierten sich für die zwei Halbfinals, die am gleichen Tag ausgetragen wurden. Auch hier qualifizierten sich die Finalteilnehmer über die acht schnellsten Zeiten beider Halbfinals.
Abkürzungen:

WR = Weltrekord, OR = olympischer Rekord, NR = nationaler Rekord

ER = Europarekord, NAR = Nordamerikarekord, SAR = Südamerikarekord, ASR = Asienrekord, AFR = Afrikarekord, OZR = Ozeanienrekord

## Bestehende Rekorde
| Weltrekord         | Aaron Peirsol ( Vereinigte Staaten) | 1:51,92 min | Rom, Italien                | 31. Juli 2009   |
| Olympischer Rekord | Tyler Clary ( Vereinigte Staaten)   | 1:53,41 min | Peking, Volksrepublik China | 15. August 2008 |

## Titelträger
| Olympiasieger     | Tyler Clary ( Vereinigte Staaten) | 1:53,41 min | Peking 2008 |
| Weltmeister       | Mitch Larkin ( Australien)        | 1:53,58 min | Kasan 2015  |
| Europameister     | Radosław Kawęcki ( Polen)         | 1:55,98 min | London 2016 |
| Deutscher Meister | Jan-Philip Glania                 | 1:56,01 min | Berlin 2016 |

## Vorlauf

### Vorlauf 1
| Platz | Name            | Nation                       | Zeit        | Anmerkung |
| ----- | --------------- | ---------------------------- | ----------- | --------- |
| 1     | Robert Glință   | Rumänien                     | 1:57,91 min |           |
| 2     | Rexford Tullius | Amerikanische Jungferninseln | 1:59,14 min |           |
| 3     | Boris Kirillov  | Aserbaidschan                | 2:05,01 min |           |

### Vorlauf 2
| Platz | Name              | Nation      | Zeit        | Anmerkung |
| ----- | ----------------- | ----------- | ----------- | --------- |
| 1     | Jewgeni Rylow     | Russland    | 1:55,02 min |           |
| 2     | Xu Jiayu          | China       | 1:55,51 min |           |
| 3     | Jan-Philip Glania | Deutschland | 1:56,50 min |           |
| 4     | Christian Diener  | Deutschland | 1:56,62 min |           |
| 5     | Masaki Kaneko     | Japan       | 1:57,19 min |           |
| 6     | Telegdy Ádám      | Ungarn      | 1:59,09 min |           |
| 7     | Mikita Tsmyh      | Belarus     | 2:00,96 min |           |

### Vorlauf 3
| Platz | Name               | Nation             | Zeit        | Anmerkung |
| ----- | ------------------ | ------------------ | ----------- | --------- |
| 1     | Ryan Murphy        | Vereinigte Staaten | 1:56,29 min |           |
| 2     | Jacob Pebley       | Vereinigte Staaten | 1:56,44 min |           |
| 3     | Li Guangyuan       | China              | 1:56,85 min |           |
| 4     | Hugo González      | Spanien            | 1:57,50 min |           |
| 5     | Yakov Toumarkin    | Israel             | 1:57,58 min |           |
| 6     | David Foldhazi     | Ungarn             | 1:59,69 min |           |
| 6     | Omar Pinzón        | Kolumbien          | 1:59,69 min |           |
| 8     | Apostolos Christou | Griechenland       | 1:59,78 min |           |

### Vorlauf 4
| Platz | Name             | Nation     | Zeit        | Anmerkung |
| ----- | ---------------- | ---------- | ----------- | --------- |
| 1     | Mitch Larkin     | Australien | 1:56,01 min |           |
| 2     | Andrei Shabasov  | Russland   | 1:56,50 min |           |
| 3     | Ryōsuke Irie     | Japan      | 1:56,61 min |           |
| 4     | Josh Beaver      | Australien | 1:56,65 min |           |
| 5     | Leonardo de Deus | Brasilien  | 1:57,00 min | NR        |
| 6     | Corey Main       | Neuseeland | 1:57,51 min |           |
| 7     | Radosław Kawęcki | Polen      | 1:57,61 min |           |
| 8     | Danas Rapšys     | Litauen    | 1:59,58 min |           |

## Halbfinale

### Lauf 1
| Platz | Name              | Nation             | Zeit        | Anmerkung |
| ----- | ----------------- | ------------------ | ----------- | --------- |
| 1     | Ryan Murphy       | Vereinigte Staaten | 1:55,15 min |           |
| 2     | Xu Jiayu          | China              | 1:55,66 min |           |
| 3     | Ryōsuke Irie      | Japan              | 1:56,31 min |           |
| 4     | Jan-Philip Glania | Deutschland        | 1:56,53 min |           |
| 5     | Josh Beaver       | Australien         | 1:56,57 min |           |
| 6     | Leonardo de Deus  | Brasilien          | 1:57,67 min |           |
| 7     | Yakov Toumarkin   | Israel             | 1:58,63 min |           |
| 8     | Hugo González     | Spanien            | 1:59,08 min |           |

### Lauf 2
| Platz | Name             | Nation             | Zeit        | Anmerkung |
| ----- | ---------------- | ------------------ | ----------- | --------- |
| 1     | Jewgeni Rylow    | Russland           | 1:54,45 min |           |
| 2     | Mitch Larkin     | Australien         | 1:54,73 min |           |
| 3     | Jacob Pebley     | Vereinigte Staaten | 1:54,92 min |           |
| 4     | Li Guangyuan     | China              | 1:55,92 min |           |
| 5     | Christian Diener | Deutschland        | 1:56,37 min |           |
| 6     | Masaki Kaneko    | Japan              | 1:56,78 min |           |
| 7     | Andrei Shabasov  | Russland           | 1:56,84 min |           |
| 8     | Corey Main       | Neuseeland         | 1:58,08 min |           |

## Finale
12. August 2016, 03:26 MEZ
| Platz | Name             | Nation             | Zeit        | Anmerkung |
| ----- | ---------------- | ------------------ | ----------- | --------- |
| 1     | Ryan Murphy      | Vereinigte Staaten | 1:53,62 min |           |
| 2     | Mitch Larkin     | Australien         | 1:53,96 min |           |
| 3     | Jewgeni Rylow    | Russland           | 1:53,97 min | ER        |
| 4     | Xu Jiayu         | China              | 1:55,16 min |           |
| 5     | Jacob Pebley     | Vereinigte Staaten | 1:55,52 min |           |
| 6     | Li Guangyuan     | China              | 1:55,89 min |           |
| 7     | Christian Diener | Deutschland        | 1:56,27 min |           |
| 8     | Ryōsuke Irie     | Japan              | 1:56,36 min |           |